# جهان‌گیر علی‌اف
جهان‌گیر علی‌اف (تاجیکی: Ҷаҳонгир Шавкатович Алиев؛ زادهٔ ۱۴ ژوئیهٔ ۱۹۹۶) بازیکن فوتبال اهل تاجیکستان است.
از باشگاه‌هایی که در آن بازی کرده‌است می‌توان به باشگاه فوتبال خجند و باشگاه فوتبال استقلال دوشنبه اشاره کرد.
وی همچنین در تیم‌های ملی فوتبال زیر ۱۷، زیر ۲۱ و تاجیکستان بازی کرده‌است.